# Nora Swinburne
Nora Swinburne, född 24 juli 1902 i Bath, Somerset, England, död 1 maj 2000 i London, England, var en brittisk skådespelare. Swinburne medverkade i många pjäser vid Londons teaterdistrikt West End. Från 1920 medverkade hon i stumfilmer, och kom att medverka i film fram till 1969. Hon medverkade också i TV-produktioner fram till 1974.

## Filmografi, urval
- 1938 – Citadellet
- 1944 – Fanny i gasljus
- 1948 – Flicka på glid
- 1948 – Kvartett
- 1951 – Floden
- 1951 – Quo Vadis
- 1955 – Slutet på historien
- 1959 – Avgrunden väntar
- 1967 – Forsytesagan (TV-serie)
- 1968 – Mellanspel
- 1969 – De tusen dagarnas drottning